# 視床下部-下垂体-甲状腺軸

甲状腺の恒常性制御の略図

視床下部-下垂体-甲状腺軸（Hypothalamic–pituitary–thyroid axis、HPT軸）は、視床下部・脳下垂体・甲状腺の連携によって体内の恒常性を維持するフィードバック制御機構である。神経内分泌系の一部を成し、代謝の調節やストレスへの対応を担っている。
視床下部は甲状腺ホルモン（トリヨードチロニン T3とチロキシン T4）の血中濃度低下を感知し、甲状腺刺激ホルモン放出ホルモン（TRH）を放出して反応する。TRHは脳下垂体前葉を刺激し甲状腺刺激ホルモン（TSH）を分泌させる。TSHは甲状腺ホルモンの血中濃度が正常になるまで甲状腺を刺激しホルモンを放出させる。甲状腺ホルモンは視床下部と脳下垂体前葉に対して負のフィードバック制御をかけ、視床下部からのTRHの放出と脳下垂体前葉からのTSHの放出を制御する。
視床下部と下垂体が神経内分泌機能を制御する経路として、HPG軸、HPA軸、HPT軸の3経路がある。

## 生理学

甲状腺フィードバック制御の詳細かつ定量的な説明図

甲状腺の恒常性は、ほぼ全ての高等脊椎動物が有する多重フィードバックループシステムによって実現されている。この制御が正しく機能する事は成長、細胞分化、生殖、知能の発達に不可欠である。極少数の動物（メキシコサンショウウオやナマケモノ等）では恒常性が損なわれているため甲状腺ホルモン濃度が極端に低く、これらの動物の代謝や個体発生における特殊性の要因となっていると考えられる。
下垂体から分泌される甲状腺刺激ホルモン（TSH：Thyroid Stimulating Hormone）は、甲状腺を刺激してチロキシン（T4）を分泌させる。この時トリヨードチロニン（T3）も分泌されるが、T3の大部分は肝臓、脂肪組織、グリア細胞、骨格筋などの末梢器官で、循環しているT4からの脱ヨウ素化により生成される。脱ヨウ素化はTSH、バソプレッシン、カテコールアミン等の多くのホルモンや神経信号によって制御されている。
T3・T4はいずれも下垂体からのTSH分泌を抑制し（ネガティブフィードバック）、結果として全てのホルモンの濃度が平衡に達する。
TSHの分泌は甲状腺刺激ホルモン放出ホルモン（チロリベリン、Thyroliberin, TRH）によっても制御されており、TRHの分泌は脳脊髄液中のT4・T3によって抑制される（長周期フィードバック、Fekete–Lechanループ）。その他のフィードバックループとしては、TSH分泌の超短周期フィードバック制御（Brokken-Wiersinga-Prummelループ）、血漿タンパク結合制御による線形フィードバックループがある。
最近の研究では、ヒトにおいてTSHの分泌とデヨージナーゼ活性を結びつける追加のフィードフォワード（予測制御）因子の存在が示唆された。このTSH-T3シャントの存在は、甲状腺機能低下症患者のデヨージナーゼ活性が高い理由や、極一部の患者にT3補充療法が有効である理由を説明するものである。
T3、サイトカイン、TSH受容体抗体などの複数の求心性シグナルがTSH放出制御に関与していることは、遊離T4濃度とTSHレベルの関係がこれまで提唱されてきた純粋な対数線形関係からずれている理由であると考えられる。最近の研究では、グレリンも直接またはネガティブフィードバックを介してT4産生刺激に続くTSHの抑制を引き起こしていることが示唆されている。

## 甲状腺フィードバック制御の機能状態
- 甲状腺機能正常（Euthyroidism）：甲状腺機能に異常がない。
- 甲状腺機能低下症：甲状腺機能の低下。
  - 原発性甲状腺機能低下症：甲状腺の手術後や自己免疫性甲状腺炎（英語版）などで、甲状腺の分泌能力が低下し、フィードバックループが遮断された状態。
  - 二次性甲状腺機能低下症：下垂体前葉障害などにより、下垂体においてフィードバックループが遮断された状態
  - 三次性甲状腺機能低下症：TRHによる刺激がない状態。例：視床下部不全、Pickardt–Fahlbusch症候群（英語版）、甲状腺機能正常症候群（英語版）[注 1]など。
- 甲状腺機能亢進症：甲状腺機能の不適切な亢進。
  - 原発性甲状腺機能亢進症：甲状腺ホルモンの不適切な分泌。例：バセドウ病。
  - 二次性甲状腺機能亢進症：稀な疾患。例：TSH産生下垂体腺腫や一部の甲状腺ホルモン不応症。
- 甲状腺中毒症：甲状腺ホルモンの外因性過剰供給。例：レボチロキシンの過剰投与。
- 低T3症候群と高T3症候群：1型適応反応（英語版）[注 2]等の重症疾患の結果として起こる段階的な低脱ヨウ素化の結果[21]、あるいは心的外傷後ストレス障害を含む2型適応反応による高脱ヨウ素化[12]。
- 甲状腺ホルモン不応症（英語版）：下垂体の甲状腺ホルモン受容体の段階でフィードバックループが遮断される。

## 診断
標準的な手順では、以下のホルモンの血清中濃度を測定する。
- TSH（チロトロピン、甲状腺刺激ホルモン）
- 遊離T4
- 遊離T3

場合によっては、以下の様な測定法や手順が必要になる事がある。
- 総T4
- 総T3
- チロキシン結合グロブリン
- TRH試験（英語版）
- 甲状腺分泌能（英語版）[22]（GT）
- 総末梢性デヨージナーゼ活性（英語版）[22]（GD）
- TSH指数（英語版）[23]

## 関連文献
- Dietrich J W, Tesche A, Pickardt C R, Mitzdorf U (2004). “Thyrotropic Feedback Control: Evidence for an Additional Ultrashort Feedback Loop from Fractal Analysis”. Cybernetics and Systems 35 (4):  315–331. doi:10.1080/01969720490443354.
- Gauna C, van den Berghe G H, van der Lely A J (2005). “Pituitary Function During Severe and Life-threatening Illnesses”. Pituitary 8 (3–4):  213–217. doi:10.1007/s11102-006-6043-3. PMID 16508715.
- Dietrich, Johannes W.; Midgley, John E. M.; Hoermann, Rudolf (2018). Homeostasis and allostasis of thyroid function. Lausanne: Frontiers Media SA. ISBN 9782889455706